# Karabinek (broń)

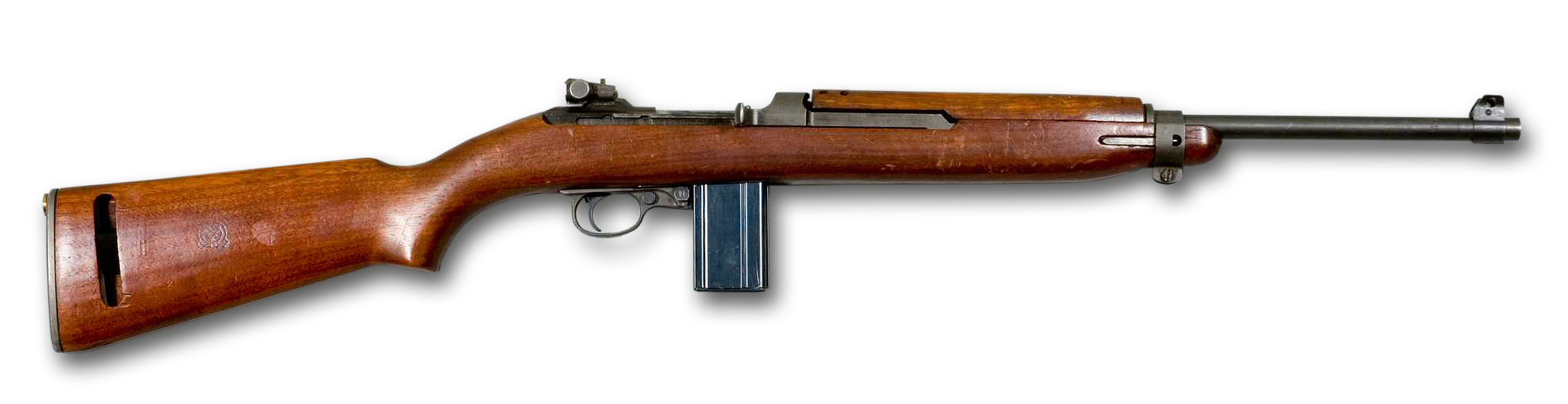
Karabinek M1

Karabinek (skr. kbk) – indywidualna broń strzelecka o budowie analogicznej jak karabin, jednak o mniejszej masie i rozmiarach (definicja tradycyjna), bądź zasilana słabszą amunicją niż karabinowa – amunicją pośrednią (definicja PKN z 2004 r.).
Istnienie dwóch rozbieżnych definicji karabinka, prowadzi często do równoległego i zamiennego stosowania obu pojęć względem tej samej broni, co jest przyczyną wielu nieporozumień i kontrowersji przy opisywaniu broni strzeleckiej.

## Definicja tradycyjna

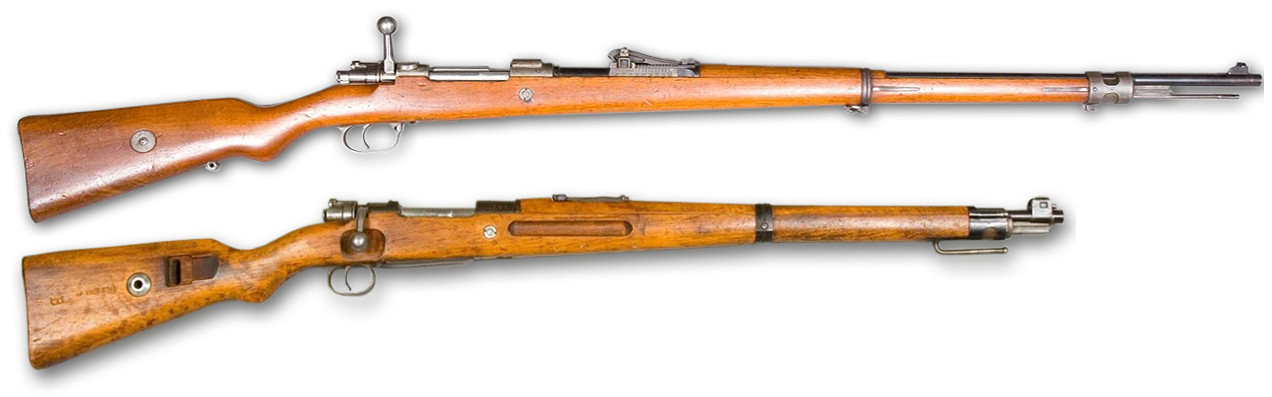
Karabin Mauser Gew98 (na górze)
oraz jego skrócona wersja
karabinek Mauser Kar98AZ (na dole)
wg definicji tradycyjnej

Tradycyjnie w literaturze przedmiotu, kryterium rozróżniającym karabinek od karabinu uznaje się wagę i rozmiar, bez uwzględniania rodzaju amunicji jaką broń jest zasilana. W takim ujęciu karabinkiem określamy indywidualną broń palną o budowie analogicznej jak karabin, jednak cechującą się mniejszą wagą i rozmiarami.
Zredukowanie wagi oraz rozmiaru w karabinkach, uzyskuje się najczęściej poprzez zastosowanie krótszej lufy oraz lżejszego łoża, dzięki czemu broń staje się znacznie bardziej poręczna względem karabinu, jednak kosztem zwiększenia odrzutu (mniejsza masa) oraz zmniejszenia donośności i celności (krótsza lufa).
Ze względu na zazwyczaj brak precyzyjnych wytycznych, określanie danej broni karabinem bądź karabinkiem było często kwestią uznaniową, zależną od interpretacji decydentów danej armii. Za przykład może posłużyć niemiecki Gew43/Kar43, produkowany początkowo pod nazwą Gewehr 43 (pol. Karabin 43), a następnie jako Karabiner 43 (pol. Karabinek 43), mimo iż konstrukcja broni nie uległa zmianie.

## Definicja Polskiego Komitetu Normalizacyjnego z 2004 r.

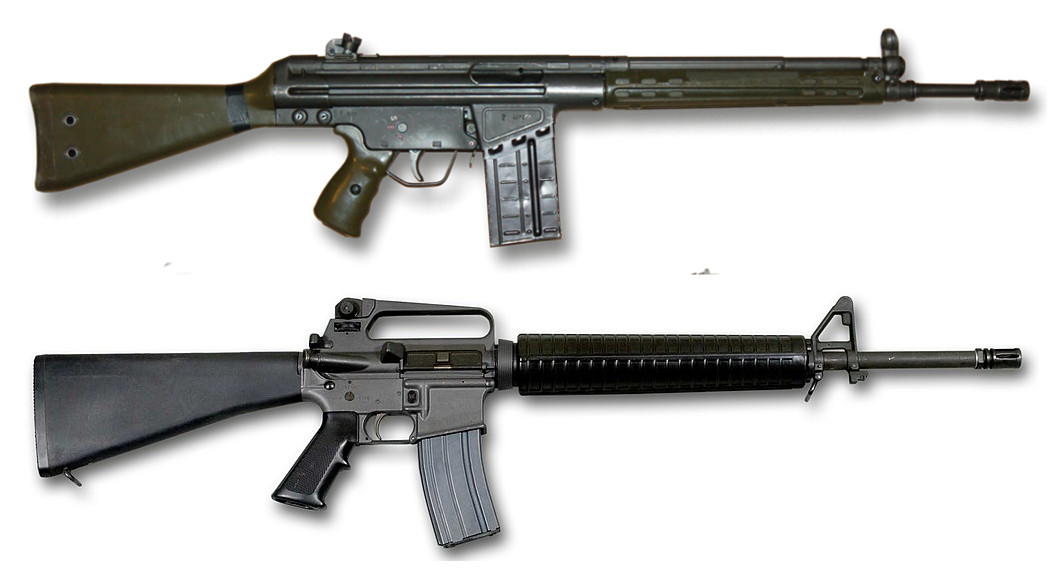
Karabin HK G3 (na górze)
oraz zasilany słabszą amunicją
karabinek M16 (na dole)
wg normy PN-V-01016

W 2004 r. Polski Komitet Normalizacyjny (PKN) w dokumencie PN-V-01016, przedstawił odmienną od tradycyjnej definicję karabinka, przyjmując jako kryterium nie rozmiar i wagę broni, a rodzaj amunicji jaką dana broń jest zasilana. W myśl definicji PKN karabinkiem określana jest broń zasilana amunicją pośrednią, natomiast karabinem broń zasilana amunicją karabinową.
Odpowiednio dla karabinka i karabinu przyjęto również pojęcia określające broń skróconą: subkarabin (lufa dł. do 450 mm – bez urządzenia wylotowego) oraz subkarabinek (lufa dł. do 350 mm – bez urządzenia wylotowego).
Ponadto norma PN-V-01016 wyszczególnia następujące rodzaje karabinków (jako broni zasilanej „z reguły” amunicją pośrednią):
- karabinek – jako ogólna klasa tej broni z lufą długości ponad 350 mm.
  - karabinek maszynowy – odpowiednik ręcznego karabinu maszynowego, czyli broni przystosowanej do prowadzenia efektywnego ognia ciągłego, dzięki lufie o zwiększonej pojemności cieplnej, zasilaniu taśmowemu oraz wyposażeniu w dwójnóg.
  - karabinek wyborowy (snajperski) – odpowiednik karabinu wyborowego, czyli broni charakteryzującej się wysoką celnością przy ogniu pojedynczym, dzięki precyzji wykonania i wyposażeniem w urządzenia dodatkowe (np. celownik optyczny).
  - karabinek uniwersalny – którego konstrukcja umożliwia stosowanie szybkowymiennych luf o zróżnicowanej długości, umożliwiających szybkie przekształcenie broni z karabinka na subkarabinek (lub na odwrót).

Polska Norma nie ma jednak charakteru obligatoryjnego, a ewentualne stosowanie się do jej zapisów opiera się na pełnej dobrowolności. Za przykład może posłużyć największy producent broni strzeleckiej w Polsce – Fabryka Broni „Łucznik”, nie przestrzegający restrykcyjnie jej zapisów.

## Historia

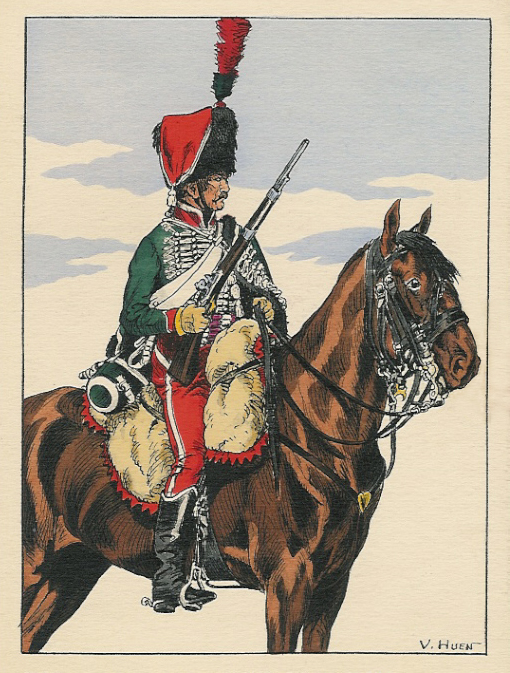
Francuski huzar uzbrojony w karabinek. 1804 r.

Karabinki pierwotnie konstruowane były jako broń przeznaczona dla kawalerii, jednak znalazły również zastosowanie wszędzie tam, gdzie wymiary i waga karabinu utrudniałyby żołnierzowi obsługę sprzętu: wojska inżynieryjne (saperzy), kierowcy, artylerzyści, obsługa karabinów maszynowych itp. Z czasem karabinki zyskiwały coraz większą popularność, w niektórych przypadkach zastępując karabiny w roli broni podstawowej (np. przed II wojną światową w armii niemieckiej – Mauser Kar98k). Popularność tego typu broni, wpłynęła również na wytworzenie się trendu skracania długości luf wprowadzanych nowych modeli karabinów, doprowadzając do powstawania konstrukcji pośrednich pomiędzy klasycznymi karabinami a karabinkiami, określanych niekiedy jako tzw. „karabiny jednolite” (w terminologii anglojęzycznej tzw. „krótkie karabiny” - np. brytyjski SMLE). Pod względem technicznym na przestrzeni lat, karabinki przechodziły taką samą ewolucję jak karabiny, początkowo będąc bronią jednostrzałową i powtarzalną, aż do wyodrębnienia się karabinków samopowtarzalnych i automatycznych, które znajdują się na wyposażeniu poszczególnych armii do dziś.
Dawniej broń wojskowa tej klasy wykorzystywała głównie amunicję karabinową, która współcześnie w siłach zbrojnych traci na popularności na rzecz amunicji pośredniej.